# Rainer Greunke
Rainer Greunke (Blankenbach, 13 gennaio 1958) è un ex cestista tedesco.

## Carriera
Con la Germania Ovest ha disputato i Campionati mondiali del 1986.